# Sportverein Waldhof Mannheim
L'Sportverein Waldhof Mannheim és un club de futbol alemany de la ciutat de Mannheim a l'estat de Baden-Württemberg.

## Història[1]
El club fou fundat el 1907 i jugà la segona divisió de la Westkreis-Liga poc abans de la I Guerra Mundial. El 1919 formà part de la Kreisliga Odenwald guanyant el títol els anys 1920 i 1921. També guanyà la Bezirksliga Rhein el 1924 i cinc campionats de la Bezirksliga Rhein-Saar a partir de 1927. A partir de 1933 jugà la Gauliga Baden, creada pel Tercer Reich. El Waldhof en guanyà cinc campionats.
Acabada la Guerra ingressà a l'Oberliga Süd, baixant a la Segona Divisió el 1954. El 1963, amb la creació de la Bundesliga, el club passà a la Regionalliga Süd, juntament amb el seu rival ciutadà VfR Mannheim. Una sèrie de mals resultats el portaren a descendir a l'Amateurliga Nordbaden (III) el 1970. El suport de la marca comercial Chio revifà el club, el qual adoptà el nom SV Chio Waldhof Mannheim entre 1972 i 1978. Jugà a la 2. Bundesliga entre 1974 i 1983, any en què ascendí a la Bundesliga, on hi romangué fins a 1990. A continuació disputà la Segona Divisió fins al 2003, amb l'excepció dels anys 1997-1999 quan jugà a la Regionalliga Süd. Les irregularitats econòmiques portaren a la Federació a negar-li la llicència el 2003, passant a les categories inferiors del futbol alemany.

## Palmarès
- Kreisliga Odenwald (I) 
  - 1920, 1921
- Bezirksliga Rhein (I) 
  - 1924
- Bezirksliga Rhein-Saar (I) 
  - 1928, 1930, 1931, 1932, 1933
- Gauliga Baden (I) 
  - 1934, 1936, 1937, 1940, 1942
- 2. Bundesliga (II)
  - 1983
- 2a divisió Oberliga Süd (II) 
  - 1958, 1960
- Amateurliga Nordbaden (III) 
  - 1971, 1972
- Copa Baden Nord
  - 1998, 1999
- ‡ Guanyat per l'equip reserva.